# Juan Atkins
Juan Atkins (Detroit, 9 de dezembro de 1962) é um músico de música electrónica dos Estados Unidos.
É um dos pioneiros do Techno, estilo de música electrónica criado nos anos 70.